# Melicope confusa
Melicope confusa är en vinruteväxtart som först beskrevs av Merrill, och fick sitt nu gällande namn av Liu. Melicope confusa ingår i släktet Melicope och familjen vinruteväxter. Inga underarter finns listade i Catalogue of Life.